# Burg Schüpf
Die Burg Schüpf, im Volksmund auch „Altes Schloss Oberschüpf“ genannt, ist die Ruine einer Spornburg auf einem Bergsporn oberhalb des Dorfes Oberschüpf bei Boxberg in Baden-Württemberg. Der Begriff Altes Schloss Oberschüpf entstand zur Unterscheidung der Burg Schüpf vom Schloss Oberschüpf (auch Neues Schloss Oberschüpf genannt).

## Geschichte
Ende des 12. Jahrhunderts wurde die Burg Schüpf erbaut. In der ersten Hälfte des 13. Jahrhunderts wurde sie erstmals urkundlich erwähnt. Die Burg, die zunächst dem ersten Schenken von Schüpf gehörte, musste von dessen Nachkommen 1235 an die Grafen von Hohenlohe verpfändet werden. Im 14. Jahrhundert ging die Burg Schüpf aus dem Besitz der Herren von Hohenlohe in den gemeinschaftlichen Besitz der Herren von Rosenberg über, von denen eine Zweiglinie in Schüpf residierte. Daraufhin gelangte die Burg in den Besitz der Herren von Tottenheim, die 1556 ausstarben. Schon zuvor, um 1470, wurde die Burg durch die verbündeten Kurfürst Friedrich I. von der Pfalz, Fürstbischof Rudolf von Würzburg und Erzbischof Adolf von Mainz fast vollständig zerstört. 1888 begannen, unterstützt durch das Großherzogtum Baden, Untersuchungen der Burganlage. Historische Funde von der Burg Schüpf, darunter qualitätvolle romanische Bauskulptur, befinden sich heute im Badischen Landesmuseum Karlsruhe oder gingen in den Besitz des Heimatmuseums Boxberg über.

## Anlage
Westlich-oberhalb des Ortes Oberschüpf, dessen Häuser am Spornfuß auf einer Höhe von ungefähr 230 m ü. NHN stehen, liegt die Burg Schüpf auf einem Bergsporn auf etwa 304 m ü. NHN im Mündungswinkel eines kleinen Nebenbachs, der in den Schüpfbach fließt. Zwei Gräben, die tief in den Muschelkalkfels getrieben wurden, trennen die Burganlage vom weiteren Anstieg des Terrains auf den Bergrücken Burgwald im Westen. An der oberen Hangkante neben dem südlichen Ende des Halsgrabens wurde ein Weg angelegt, der einen Zugang zum stark verwucherten Burggelände schafft und dieses fast vollständig umrundet. Das Burggelände ist oval angelegt und nach allen Seiten hin stark abschüssig und durch den tiefen Halsgraben vom Berg getrennt.
Nur noch wenige Reste der Burg Schüpf sind erhalten. Dazu zählen ausgegrabene Fundamente, verwucherte Mauerreste, Wälle, Trampelpfade und die teilweise erhaltenen  Grundmauern eines ummantelten Bergfrieds.